# Rubídium-82-klorid
A rubídium-82-klorid a rubídium radioaktív, 82Rb izotópját tartalmazó rubídium-klorid. Az Amerikai Egyesült Államokban Cardiogen-82 néven forgalmazzák, szívizom perfúziós képalkotó eljárásban használják. Mivel a szervezet nem tudja megkülönböztetni a rubídiumot a káliumtól, a radioaktív rubídium a magas káliumtartalmú szövetekben halmozódik fel. A szívizomsejtek gyorsan felveszik, ezáltal  pozitronemissziós tomográfiás eljárással (PET) meg lehet találni a szívizom azon részét, amely kevés vért kap. A 82Rb felezési ideje 1,27 perc, ezért általában a vizsgálat helyén állítják elő rubídium generátorral 82Sr-ből.

## Fordítás
Ez a szócikk részben vagy egészben  a   Rubidium-82 chloride című angol Wikipédia-szócikk ezen változatának fordításán alapul.  Az eredeti cikk szerkesztőit annak laptörténete sorolja fel. Ez a jelzés csupán a megfogalmazás eredetét és a szerzői jogokat jelzi, nem szolgál a cikkben szereplő információk forrásmegjelöléseként.